# Arai Shinobu
Shinobu Arai (sinh ngày 24 tháng 10 năm 1983) là một cầu thủ bóng đá người Nhật Bản.

## Sự nghiệp câu lạc bộ
Shinobu Arai đã từng chơi cho Albirex Niigata.